# Igloofest
 (octobre 2021).

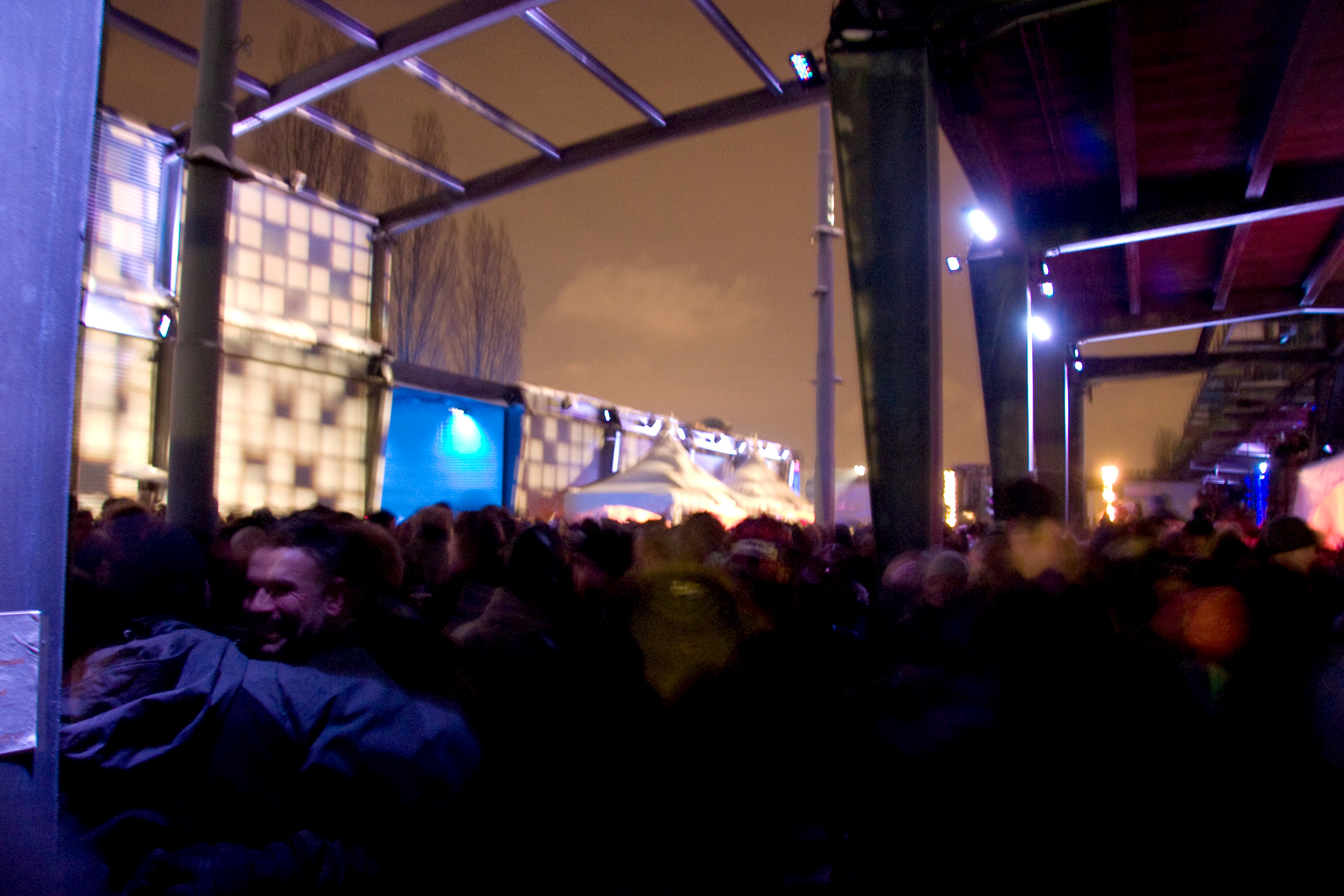
3e édition en janvier 2009

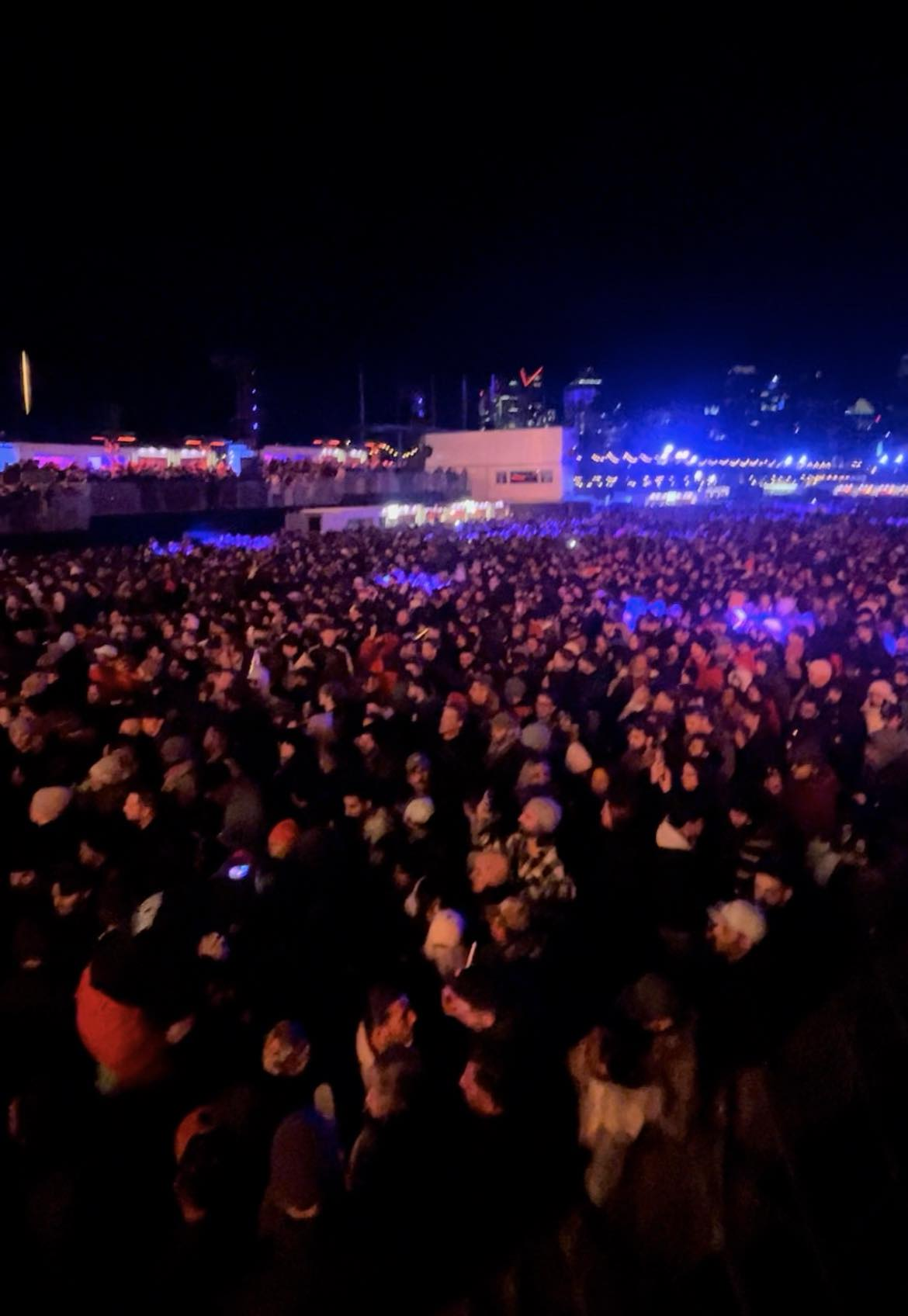
Photo Igloofest Montréal-Nouvel an 2024

Igloofest est un festival de musique électronique, qui a lieu annuellement en janvier à Montréal depuis 2007.
La caractéristique de ce festival de musique électronique urbain est qu'il propose une programmation hivernale extérieure. Le festival a lieu durant les trois derniers week-ends de janvier au Vieux-Port de Montréal. Chaque année, le site du Vieux-Port est aménagé pour pouvoir accueillir des Djs et jusqu'à 10 000 danseurs. Le lieu abrite notamment un bar de glace complet, des jeux d'éclairage et des écrans géants.
Du 14 janvier au 18 février 2017, lors de la 11e édition d'igloofest et ce en collaboration du 375e anniversaire de Montréal,  l'événement s'est déroulé sur 6 fin de semaine ayant encore une fois, battue l'affluence de 2014. l'édition de 2017 a permis de faire danser plus de 120 000 Québécois et touristes dans la plus grande des éditions.
La 12e édition d'igloofest, du 18 janvier au 3 février 2018, des dj tel que Kaytradana ainsi que Petit Biscuit étaient au rendez-vous[source secondaire souhaitée].
Igloofest 2021 et 2022
En 2021, en raison de la pandémie de COVID-19, Igloofest a organisé une édition virtuelle pour s'adapter aux restrictions sanitaires. Bien que cette édition ait été bien reçue par le public, les organisateurs ont exprimé leur désir de ne pas célébrer le 15e anniversaire de l'événement de cette manière. En 2022, avec l'assouplissement des mesures sanitaires et après un été moins impacté par la pandémie, les organisateurs ont rapidement mis en vente les billets pour l'édition 2022. En une semaine, 40 000 billets ont été vendus, signalant un fort engouement pour la relance de l'événement. Cependant, l'apparition du variant Omicron a compliqué la tenue de l'événement comme prévu.
Le festival s'est tenu à Québec le 16,18 et 19 mars 2022.
Igloofest 2023
L'édition du 15e anniversaire d'Igloofest a finalement eu lieu en 2023, marquant un retour à l'événement en personne après deux années d'adaptation à la pandémie.
Des artistes comme Flume, Porter Robinson, Kavinsky et Hamza ont performé lors de l’édition 2023 de Igloofest Montréal.
Le 31 décembre 2024, le passage de la nouvelle année a été célébré  au Vieux-Port de Montréal avec Igloo Nouvel An, un spectacle gratuit mêlant musique, technologie et pyrotechnie. Plusieurs artistes étaient présents, dont CRi, Alaclair Ensemble, Robert Robert, Arielle Roberge ainsi que Champion et ses G-Strings. La soirée produite par Multicolore, l'entreprise à l'origine d'Igloofest et de Piknic Électronik, s'est déroulé de 20 h à 2 h au quai Jacques-Cartier.

## DJs/groupes notables
| - Ghislain Poirier (2007, 2008) - Josh Wink (2008) - Misstress Barbara (2008) - Thomas Schumacher (2008) | - James Holden (2009) - Modeselektor (2009) - Adam Freeland (2009) | - Mark Farina (2010) - Joris Voorn (2010) | - Robyn (2011) - A-Trak (2012) - Sébastien Léger (2012) - Green Velvet (2012) - Tiefschwarz (2012) | - Miss Kittin (2013) - Oliver Heldens (2015-2018) - Kaytranada (2018) - Petit Biscuit (2018) |